# クラトソップ郡 (オレゴン州)
クラトソップ郡（英: Clatsop County）は、アメリカ合衆国オレゴン州にある郡。名称は、太平洋沿岸に暮らしていたアメリカ先住民族クラトソップ族に由来する。人口は4万1072人（2020年）。郡庁所在地はアストリア。

## 歴史
ルイス・クラーク探検隊は、1805年から1806年にかけての冬季に、後に郡となるクラトソップ砦の地域に滞在した。オレゴン最古の町であるアストリアは1811年に、ジョン・ジェイコブ・アスターに因んだ毛皮交易都市として成立した。
クラトソップ郡は1844年6月22日にトゥアリティ地域の北西部から分かれて成立した。その5日後にバンクーバー郡が発足するまで、クラトソップ郡は現在のワシントン郡までを包括していた。その後、1845年から1853年にかけて、暫定準州議会はクラトソップ郡の郡境に更なる調整を加えた。
1850年以前、クラトソップ郡の殆どの行政はレキシントンと呼ばれた現在のウォレントン付近の地域で行われた。しかし、アストリアが成長すると、次第に商業や社会の中心がアストリアに移っていった。1854年、投票でアストリアが新しい郡庁所在地に選定された。
コロンビア川南岸と太平洋に挟まれた半島に位置するスティーブンズ砦は、第二次世界大戦中に本土空襲を受けた唯一の米軍基地で、1942年6月21日、大日本帝国海軍の伊号第二五潜水艦が17発の砲弾を発射した。被害は僅少であった（野球のバックネットの損傷と、送電線の切断のみと伝えられる）が、敵艦隊の存在がアメリカ合衆国の太平洋沿岸を中心に混乱を齎した。

## 経済
クラトソップ郡の主要産業は、製造業、観光業、貿易業である。漁業と伐木業も重要な産業として根強く残っているが、衰退の一途を辿っている。郡の30%の土地は、州立森林の一部としてオレゴン州が保有している。アストリア港は1914年に貿易と商業の支援を目的として設立された。

## 地理
アメリカ合衆国国勢調査局によれば、郡の総面積 2,809 km² (1,085 mi²) のうち、2,143 km² (827 mi²) が陸地、23.74% にあたる 667 km² (258 mi²) が水地、最高点はサドル山の 1,001 m (3,283 ft) である。

### 隣接郡
- オレゴン州コロンビア郡 - 東
- ワシントン州パシフィック郡 - 北
- ワシントン州ワカイアカム郡 - 北
- オレゴン州ティラムック郡 - 南
- オレゴン州ワシントン郡 - 南東

### 国立保護地域
- ルイス・クラーク国立州立歴史公園群（一部）

## 共同体

### 都市

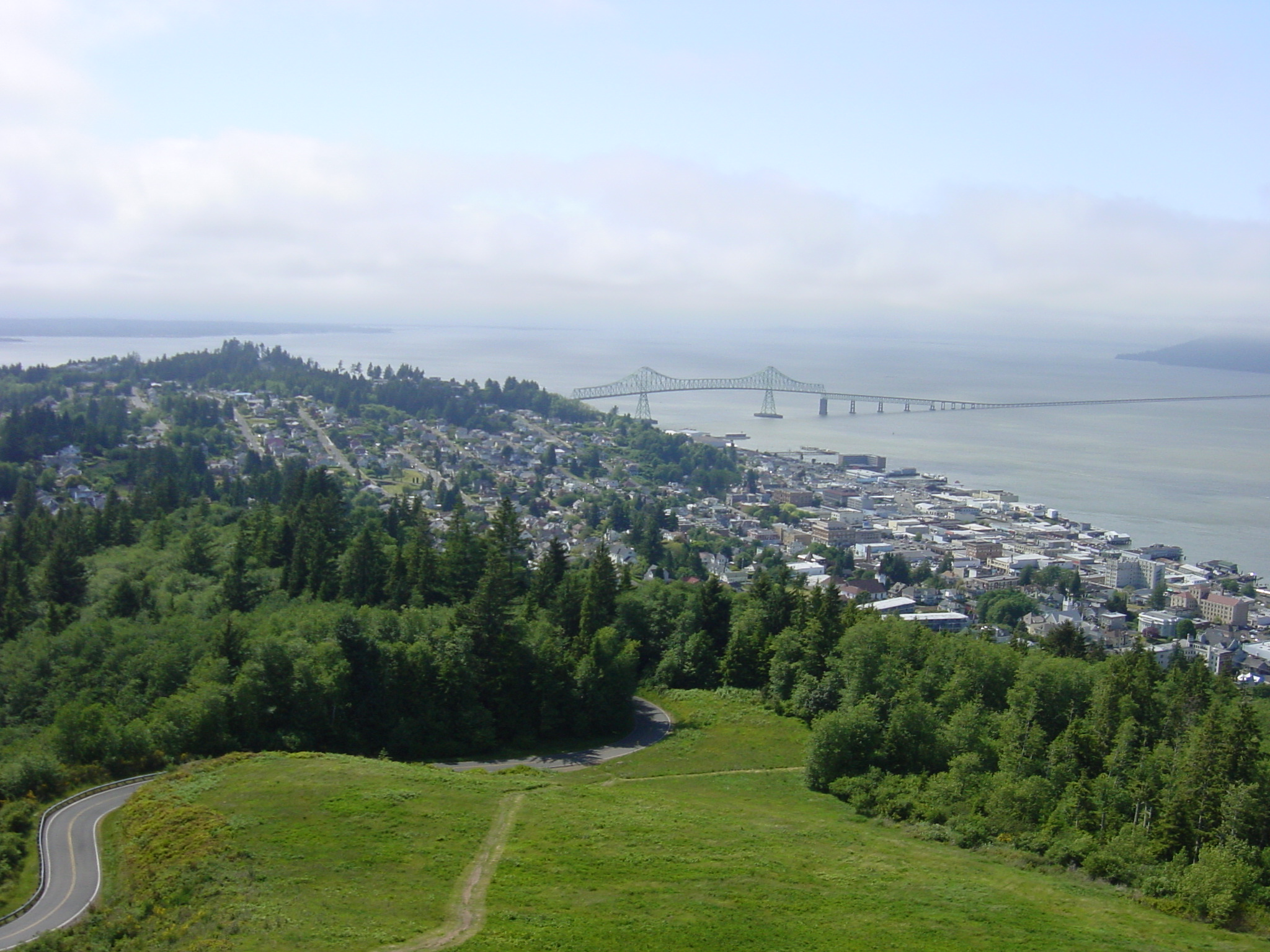
アストリアとコロンビア川

- アストリア（郡庁所在地）
- キャノン・ビーチ
- ギアハート
- シーサイド
- ウォレントン

### 未編入共同体
| - ブラッドウッド - ブラウンスミード - バターフィールド - キャノン・ビーチ・ジャンクション - カーナハン - クラトソップ・ステーション - クリフトン - エルシー - エメラルド・ハイツ - ファーン・ヒル - フォート・スティーブンズ - グレンウッド - ハムレット - ハモンド - ジェファーズ・ガーデン - ジュウェル - クナッパ | - クナッパ・ジャンクション - メルビル - マイルズ・クロッシング - ニーワナ・ステーション - ネカニカム・ジャンクション - オクラホマ・ヒル - オルニー - サンセット・ビーチ - スヴェンセン - スヴェンセン・ジャンクション - テイラービル - トロヴァナ・パーク - タング・ポイント・ヴィレッジ - ヴァインメープル - ワウナ - ウェスト・レイク - ウェストポート |